# Чемпионат СССР по тяжёлой атлетике 1958
33-й чемпионат СССР по тяжёлой атлетике прошёл с 12 по 15 апреля 1958 года в Сталино (Украинская ССР). В нём приняли участие 120 атлетов, которые были разделены на 7 весовых категорий и соревновались в троеборье (жим, рывок и толчок).

## Медалисты
| Категория                  | Золото                                        | Золото                       | Серебро                                      | Серебро                          | Бронза                                       | Бронза                       |
| До 56 кг (легчайший вес)   | Степан Ульянов «Локомотив» Алма-Ата           | 332,5 кг (107,5 + 100 + 125) | Виктор Кочегаров Вооружённые Силы Свердловск | 322,5 кг (100 + 95 + 127,5)      | Владимир Вильховский «Спартак» Москва        | 315 кг (97,5 + 95 + 122,5)   |
| До 60 кг (полулёгкий вес)  | Евгений Минаев Вооружённые Силы Москва        | 355 кг (115 + 105 + 135)     | Рафаэль Чимишкян «Динамо» Тбилиси            | 345 кг (105 + 102,5 + 137,5)     | Александр Бондаренко «Спартак» Белая Церковь | 345 кг (102,5 + 105 + 137,5) |
| До 67,5 кг (лёгкий вес)    | Виктор Бушуев «Труд» Городец                  | 387,5 кг (125 + 117,5 + 145) | Николай Костылев «Буревестник» Смоленск      | 380 кг (115 + 120 + 145)         | Мустафа Яглы-Оглы «Локомотив» Харьков        | 377,5 кг (120 + 110 + 147,5) |
| До 75 кг (полусредний вес) | Фёдор Богдановский Вооружённые Силы Ленинград | 417,5 кг (132,5 + 125 + 160) | Александр Курынов «Буревестник» Казань       | 407,5 кг (127,5 + 127,5 + 152,5) | Иван Плаксюк «Авангард» Запорожье            | 405 кг (125 + 120 + 160)     |
| До 82,5 кг (средний вес)   | Рудольф Плюкфельдер «Труд» Киселёвск          | 440 кг (147,5 + 135 + 165)   | Виктор Лях Вооружённые Силы Ростов-на-Дону   | 425 кг (137,5 + 125 + 162,5)     | Юрий Волчков «Спартак» Москва                | 425 кг (132,5 + 125 + 167,5) |
| До 90 кг (полутяжёлый вес) | Аркадий Воробьёв Вооружённые Силы Свердловск  | 460 кг (147,5 + 137,5 + 175) | Виталий Двигун «Спартак» Сталинабад          | 452,5 кг (132,5 + 140 + 180)     | Василий Степанов «Динамо» Рига               | 450 кг (147,5 + 135 + 167,5) |
| Свыше 90 кг (тяжёлый вес)  | Алексей Медведев «Труд» Москва                | 505 кг (167,5 + 147,5 + 190) | Евгений Новиков Вооружённые Силы Минск       | 480 кг (165 + 135 + 180)         | Юрий Власов Вооружённые Силы Москва          | 470 кг (155 + 135 + 180)     |